# Protoflammulina
Protoflammulina is een geslacht van weekdieren uit de klasse van de Gastropoda (slakken).

## Soort
- Protoflammulina johnsi Climo, 1971